# Sundt (warenhuis)

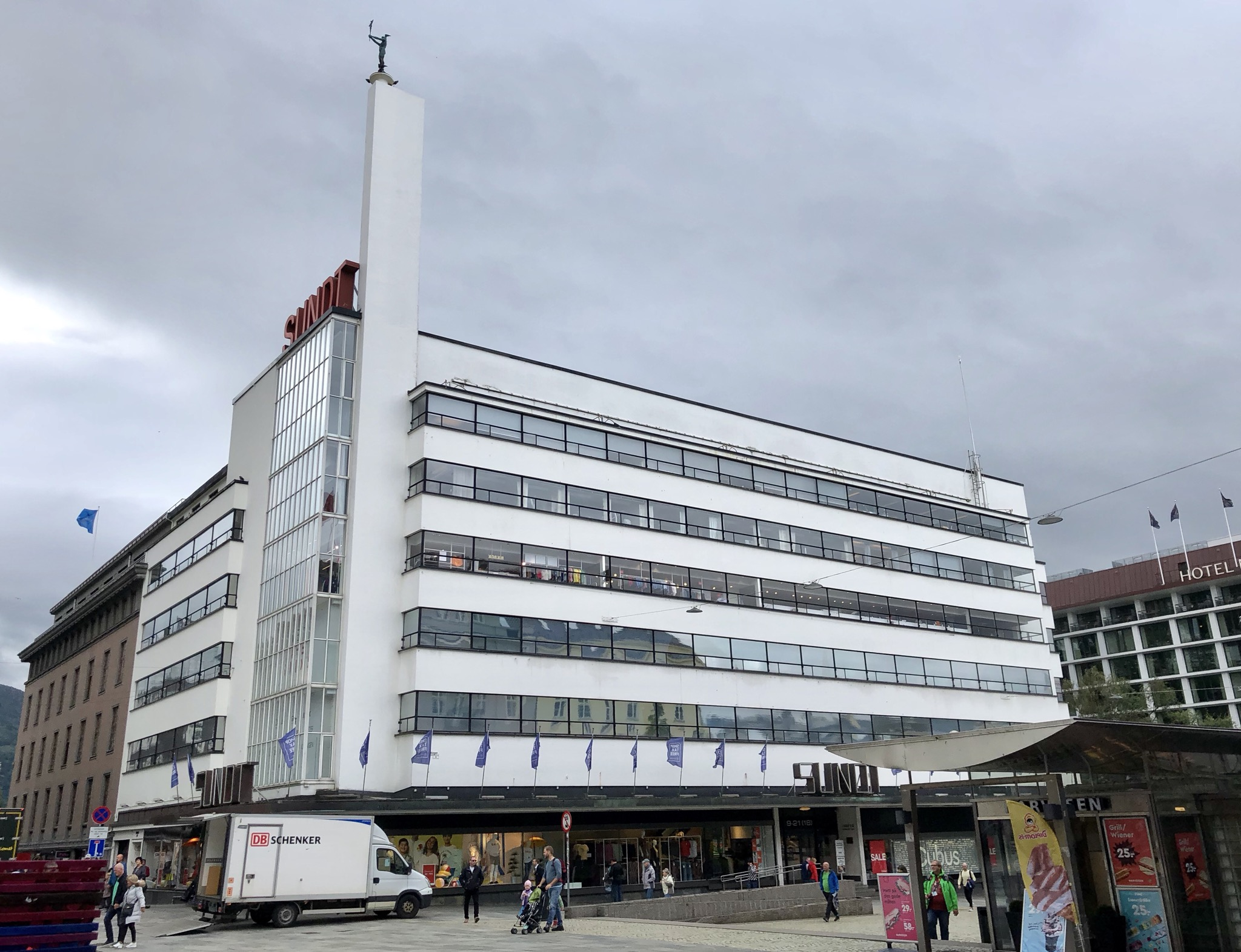
Warenhuis Sundt, 2019

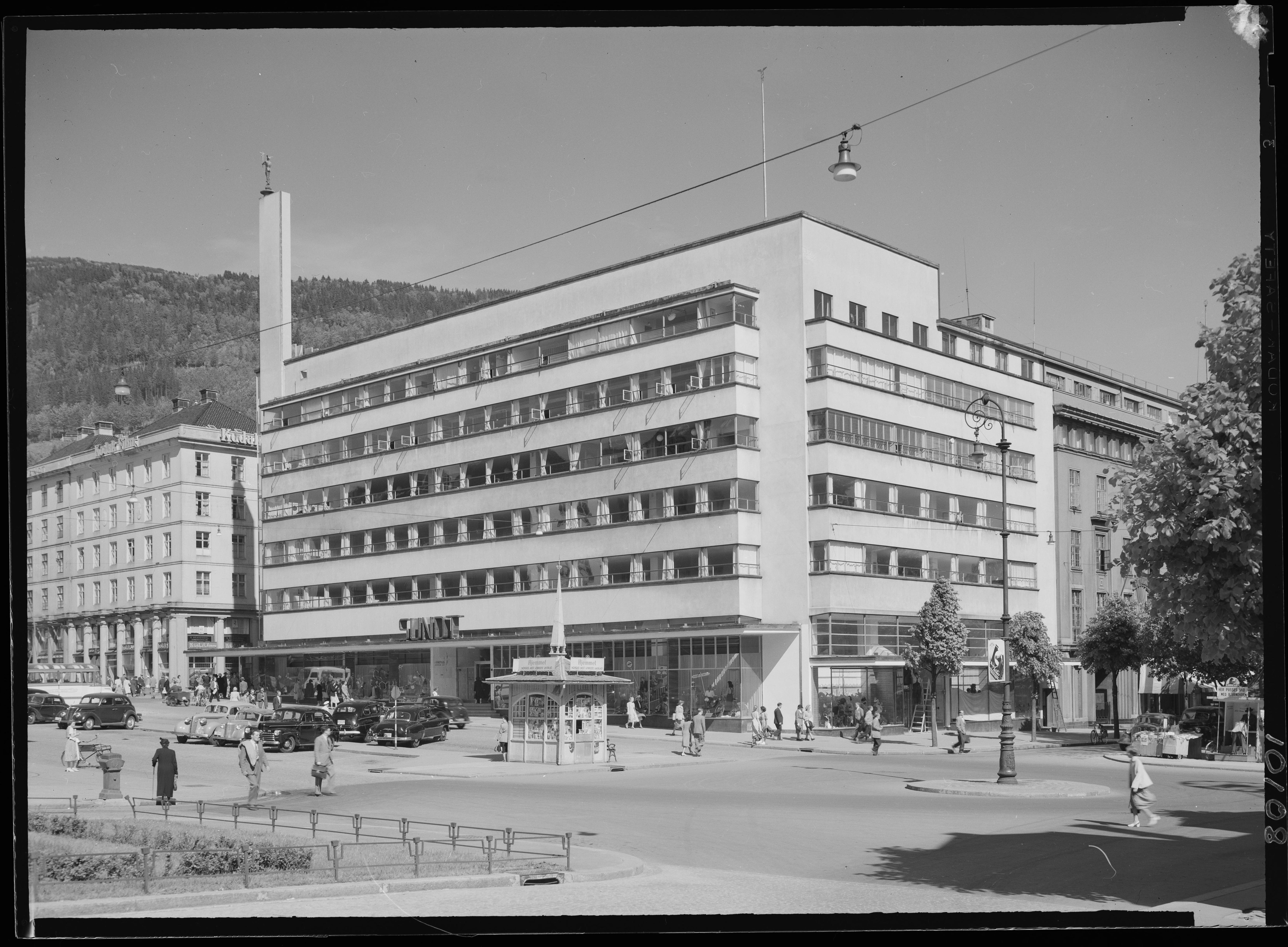
Warenhuis Sundt in de jaren 1950.

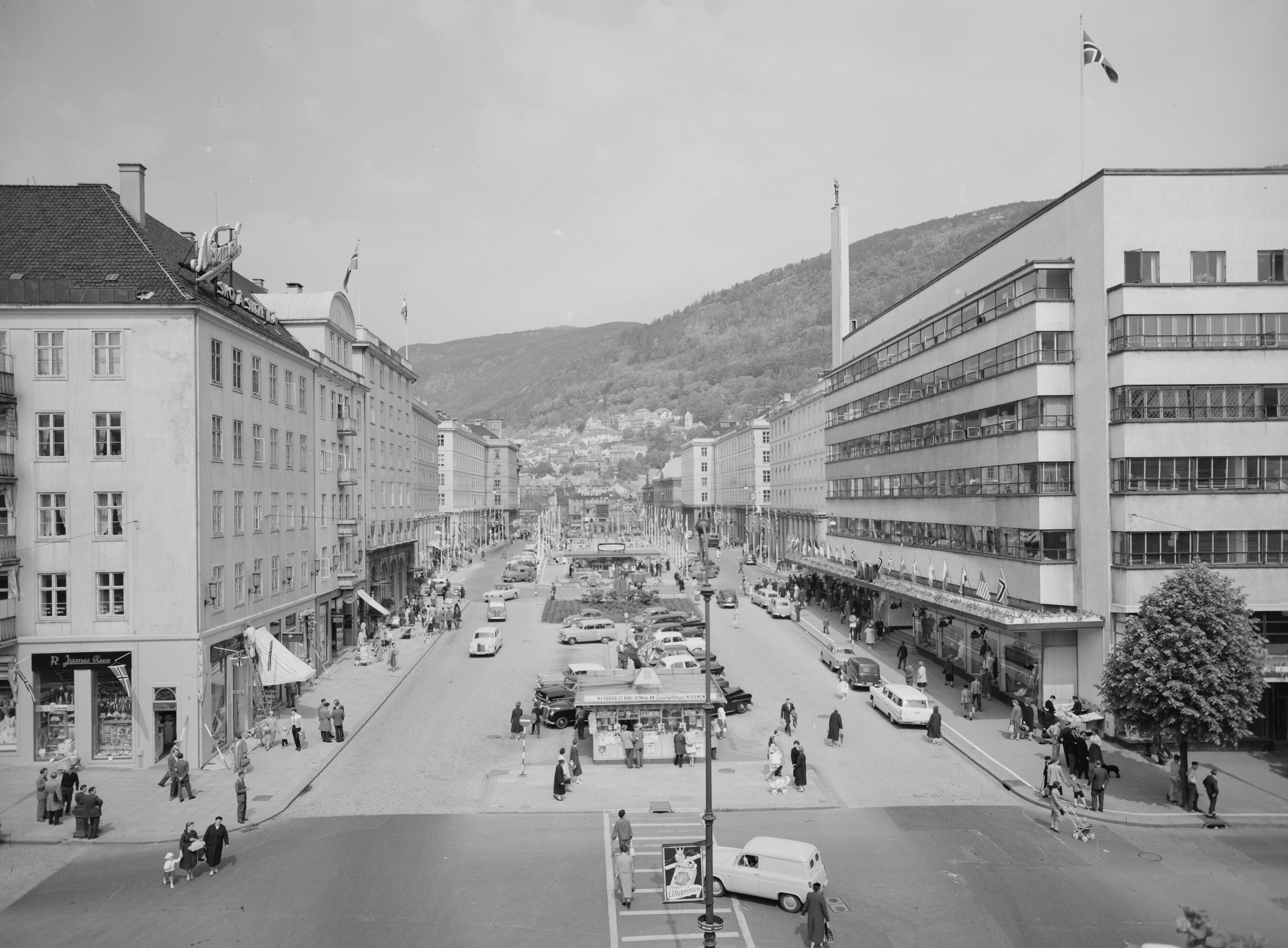
Warenhuis Sundt (rechts) vóór 1959

Sundt varemagasin was een warenhuis in de binnenstad van de Noorse stad Bergen. Het voormalige warenhuis, dat zich bevind op de hoek van de Torgallmenningen en de Starvhusgaten, is sinds 1988 als monument aangemerkt.

## Geschiedenis
Op 14 januari 1845 opende Christian Gerhard Ameln Sundt (1816-1901) een stoffen- en fourniturenwinkel in 8. rode nummer 26, later Strandgaten 66, in Bergen. 
In 1885 werd het naastgelegen pand aangekocht en werden beide panden afgebroken om plaats te maken voor nieuwbouw. Op 7 december 1885 werd het nieuwe pand opgeleverd. Het gebouw had een grote en prachtige gevel, rijk aan stucwerk en versieringen, met sterke profielen en een kroonlijst aan de bovenkant. De architect was Johan Irgens Faye. Op 27 februari 1888 vloog de centrale verwarming in brand en werd het hele gebouw verwoest.
In de kersttijd van 1889 werd op de plek een nieuw bakstenen gebouw met grote spiegelramen voltooid naar een ontwerp van de Duitse architect Wilhelm Hauers.  Het warenhuis werd vergeleken met Printemps en Bon Marché in Parijs.
In de jaren 1930 ontstond het idee om de handelsactiviteiten te verhuizen en in de zomer van 1936 werden de percelen Torgallmenningen 14, 16 en 18 gekocht. Het nieuwe pand zou een bouwoppervlakte van 1.200 m² en bood de mogelijkheid voor een doorlopende gevel van honderd meter aan drie straten. De hoofdgevel had een monumentaal effect tegen de brede, open Torgallmenningen.
Deze percelen lagen na de stadsbrand in Bergen in 1916 braak en lagen buiten de grenzen van het gevelplan van Finn Berner voor Torgallmenningen. Zo was Sundts directeur Arthur H. Norill volkomen vrij in zijn wens om met het nieuwe gebouw af te wijken met de rest van het plein, waar velen uiterst sceptisch over waren. 

Het warenhuis, dat wordt beschouwd als een belangrijk werk van het Noorse modernisme, werd in 1938 gebouwd naar een ontwerp van de architect Per Grieg. Het warenhuisbedrijf is aanzienlijk ouder en werd opgericht in 1845. De uitstraling van het huidige pand kenmerkt zich door objectiviteit met wit pleisterwerk en glas. Boven de glazen begane grond verrijzen vijf bovenverdiepingen die worden gedomineerd door horizontale gips- en glasbanden. De gepleisterde vlakken omlijsten het gedeelte van de raamstroken, die dus voor de gevel zijn geplaatst. De kortere gevels op het zuiden en noorden hebben een soortgelijk ontwerp, maar hebben slechts vier verdiepingen met lintramen. De hoofdingang bevindt zich in de noordwestelijke hoek van het gebouw. Daarboven reikt een verticaal gestructureerd glasvlak tot aan het dak. De hoek wordt verticaal ook benadrukt door een witte zuil die 40 meter hoog boven het huis en de stad uitsteekt, waarop een standbeeld staat van Mercurius.